# Szełomiec (obwód smoleński)
Szełomiec (ros. Шеломец) – wieś (ros. деревня, trb. dieriewnia) w zachodniej Rosji, w osiedlu wiejskim Diwasowskoje rejonu smoleńskiego w obwodzie smoleńskim.

## Geografia
Miejscowość położona jest nad Olszanką, 1 km od dróg magistralnej M1 «Białoruś» i regionalnej 66A-71 (Olsza – Nowyje Batieki), 11 km od drogi regionalnej 66N-1807 (Awtozaprawocznoj Stancyi – Smoleńsk), 10 km od drogi federalnej R120 (Orzeł – Briańsk – Smoleńsk – Witebsk), 7,5 km od centrum administracyjnego osiedla wiejskiego (Diwasy), 15 km od Smoleńska, 7 km od najbliższego przystanku kolejowego (430 km).
W granicach miejscowości znajdują się ulice: Centralnaja, Zariecznaja, Zielonaja.

## Demografia
W 2016 r. miejscowość zamieszkiwały 103 osoby.

## Historia
W czasie II wojny światowej od lipca 1941 roku miejscowość była okupowana przez hitlerowców. Wyzwolenie nastąpiło we wrześniu 1943 roku.